# Stångå kontrakt
Stångå kontrakt var ett kontrakt i Linköpings stift inom Svenska kyrkan. Kontraktet namnändrades till Östgötabygdens kontrakt 1 januari 2017 samtidigt som det utökades. 
Kontraktskoden var 0216

## Administrativ historik
Kontraktet bildades 1 januari 2008 av
Från då upphörda Kinds och Åtvids kontrakt
- Vists församling
- Vårdnäs församling
- Tjärstads församling som 2010 uppgick i Rimforsa församling
- Kättilstads församling som 2010 uppgick i Rimforsa församling
- Hägerstads församling som 2010 uppgick i Rimforsa församling
- Oppeby församling som 2010 uppgick i Rimforsa församling
- Horns församling
- Hycklinge församling
- Kisa församling
- Västra Eneby församling
- Tidersrums församling
- Bankekinds församling som 2009 uppgick i Åkerbo församling
- Askeby församling som 2009 uppgick i Åkerbo församling
- Örtomta församling som 2009 uppgick i Åkerbo församling

Från Domprosteriet. 
- Kärna församling
- Kaga församling som 2014 uppgick i Kärna församling
- Ledbergs församling som 2014 uppgick i Kärna församling
- Skeda församling som 2008 överfördes till Stångå kontrakt
- Slaka församling som 2008 överfördes till Stångå kontrakt
- Vårdsbergs församling  som 2009 uppgick i Åkerbo församling
- Törnevalla församling  som 2009 uppgick i Åkerbo församling
- Östra Skrukeby församling   som 2009 uppgick i Åkerbo församling
- Lillkyrka församling  som 2009 uppgick i Åkerbo församling
- Gistads församling som 2009 uppgick i Åkerbo församling
- Rystads församling  som 2009 uppgick i Åkerbo församling
- Östra Hargs församling som 2009 uppgick i Åkerbo församling
- Vreta klosters församling
- Stjärnorps församling som 2010 uppgick i Vrets klosters församling
- Ljungs församling som 2006 uppgick i Vrets klosters församling
- Flistads församling som 2006 uppgick i Vrets klosters församling
- Nykils församling som 2010 uppgick i Nykil-Gammalkils församling
- Gammalkils församling som 2010 uppgick i Nykil-Gammalkils församling
- Ulrika församling
- Vikingstads församling

## Kontraktsprostar
| Ämbetstid | Namn            | Levnadstid | Kommentarer |
| --------- | --------------- | ---------- | ----------- |
| 2013–2016 | Maria Åkerström | 1970–      |             |